# Ruggiero Rizzitelli
Ruggiero Rizzitelli (* 2. September 1967 in Margherita di Savoia, Provinz Barletta-Andria-Trani) ist ein ehemaliger italienischer Fußballspieler.

## Karriere

### Vereine
Ruggiero Rizzitelli spielte für die Nachwuchsmannschaften der AC Cesena. Ab 1985 wurde er bei den Profis eingesetzt, die damals in der Serie B spielten. 1987 stieg er mit Cesena in die Serie A auf. In der Saison 1987/88 stand er bei allen 30 Spielen in der Startelf und erzielte sechs Tore. 1988 wechselte er zur AS Rom. Es wurde seine längste Station im Profifußball, er blieb dort sechs Jahre lang. Mit Rom gewann er 1991 die Coppa Italia und wurde gemeinsam mit seinem Sturmpartner Rudi Völler auch Torschützenkönig. Im selben Jahr stand er mit Rom im Finale um den UEFA-Pokal 1990/91 gegen Inter Mailand. Im Rückspiel erzielte er das einzige Tor zum 1:0-Sieg, da Inter (mit den Deutschen Lothar Matthäus, Jürgen Klinsmann und Andreas Brehme sowie Rizzitellis späterem Trainer Giovanni Trapattoni) aber das Hinspiel 2:0 gewonnen hatte, wurde Inter UEFA-Pokalsieger. Nach drei weiteren Jahren in Rom wechselte Rizzitelli 1994 zum FC Turin. Dort schoss er in zwei Saisons 30 Tore in 60 Ligaspielen, mehr als in seinen sechs Jahren in Rom zusammen. In der Saison 1994/95 schoss er in Hin- und Rückspiel gegen den Lokalrivalen Juventus Turin jeweils zwei Tore und trug so dazu bei, dass der FC Turin (erstmals seit der Saison 1975/76) sowohl Hin- als auch Rückspiel des Derby della Mole gewann. Am Ende der folgenden Saison 1995/96 stieg der FC Turin in die Serie B ab.
Zur Saison 1996/97 wechselte Rizzitelli in die deutsche Bundesliga zum FC Bayern München. Er war der erste italienische Fußballprofi, der aus Italien in die Bundesliga wechselte. Trainiert wurde er in München von Giovanni Trapattoni, dem ersten italienischen Trainer in der Bundesliga. Rizzitelli war allerdings nicht der erste italienische Spieler in der Fußball-Bundesliga, da Raffael Tonello schon in der Saison 1995/96 für Fortuna Düsseldorf gespielt hatte. Rizzitelli debütierte in der Bundesliga am 16. August 1996 (1. Spieltag). Dabei schoss er in der 35. Minute auch sein erstes Tor zum zwischenzeitlichen Ausgleich beim 2:1-Erfolg beim FC St. Pauli. Am Ende der Saison wurde er Deutscher Meister. Er spielte noch eine weitere Saison beim FC Bayern und gewann mit seiner Mannschaft den DFB-Pokal 1997/98. Sein letzter Auftritt in der Bundesliga war am 9. Mai 1998 (34. Spieltag) im Heimspiel gegen Borussia Dortmund, das 4:0 endete. Nach 45 Liga- (12 Tore), 5 DFB-Pokal- (1 Tor), 6 Europapokal-Spielen und einem Ligapokalspiel für die Münchner endete seine zweijährige Spielzeit im Ausland. Wie sein Trainer Trapattoni wechselte Rizzitelli im Sommer 1998 zurück nach Italien. Er schloss sich dem FC Piacenza an. Dort stand er als Stürmer im Schatten von Simone Inzaghi, dem in dieser Saison der Durchbruch in der Serie A gelang. Rizzitelli wurde hauptsächlich als Einwechselspieler eingesetzt und wechselte im Jahr 2000 in die Serie C1 zu seinem Jugendverein AC Cesena, wo er nach einer Saison seine Karriere im Jahr 2001 beendete.

### Nationalmannschaft
Von 1987 bis 1989 absolvierte Rizzitelli 16 Länderspiele für die U21-Auswahl Italiens und erzielte dabei vier Tore.
Mit der Olympiaauswahl Italiens nahm er am olympischen Fußballturnier 1988 vom 14. September bis 1. Oktober in Seoul teil. Dabei spielte er erstmals im letzten Gruppenspiel gegen den Irak und erzielte beim 2:0-Sieg den Führungstreffer in der 59. Minute. Nach weiteren Einsätzen im Viertel- und Halbfinale sowie im Spiel um Platz 3 schloss er das Turnier mit Italien auf dem vierten Platz ab.
Von 1988 bis 1991 spielte Rizzitelli neunmal für die italienische Nationalmannschaft und schoss dabei zwei Tore. Sein erstes Spiel war ein 4:1-Sieg über die UdSSR am 20. Februar 1988 in Bari. Er war der erste Spieler von Cesena, der je in die italienische Nationalmannschaft berufen wurde. Bei der EM 1988 in der Bundesrepublik Deutschland stand Rizzitelli im italienischen Kader, blieb aber ohne Einsatz. Italien schied am 22. Juni im Halbfinale gegen die UdSSR mit 0:2 Toren aus. In den Jahren 1989 und 1990 wurde er nicht mehr in der italienischen Nationalmannschaft eingesetzt und nahm auch nicht an der Fußball-WM 1990 im eigenen Land teil. Erst 1991 spielte Rizzitelli wieder für die Nationalmannschaft. Seine letzten Länderspiele absolvierte er Ende 1991 in der Qualifikation zur EM 1992. Im vorentscheidenden Spiel gegen die UdSSR am 12. Oktober 1991 in Moskau traf er in der letzten Minute beim Stand von 0:0 nur den Pfosten. Der UdSSR reichte danach ein Sieg auf Zypern zur Qualifikation, Italien nahm nicht an der Fußball-EM 1992 teil. Im bedeutungslos gewordenen letzte Spiel der Qualifikation gegen Norwegen am 13. November 1991 spiele Rizzitelli zum letzten Mal für Italien. Er wurde eingewechselt und traf beim Stand von 0:1 zum Ausgleich, das Spiel endete 1:1.

## Erfolge
- Italienischer Pokalsieger 1991
- Torschützenkönig des italienischen Pokals 1991
- UEFA-Pokal-Finalist 1991
- Deutscher Meister 1997
- DFB-Ligapokal-Sieger 1997
- DFB-Pokal-Sieger 1998